# 아시안 하이웨이 13호선

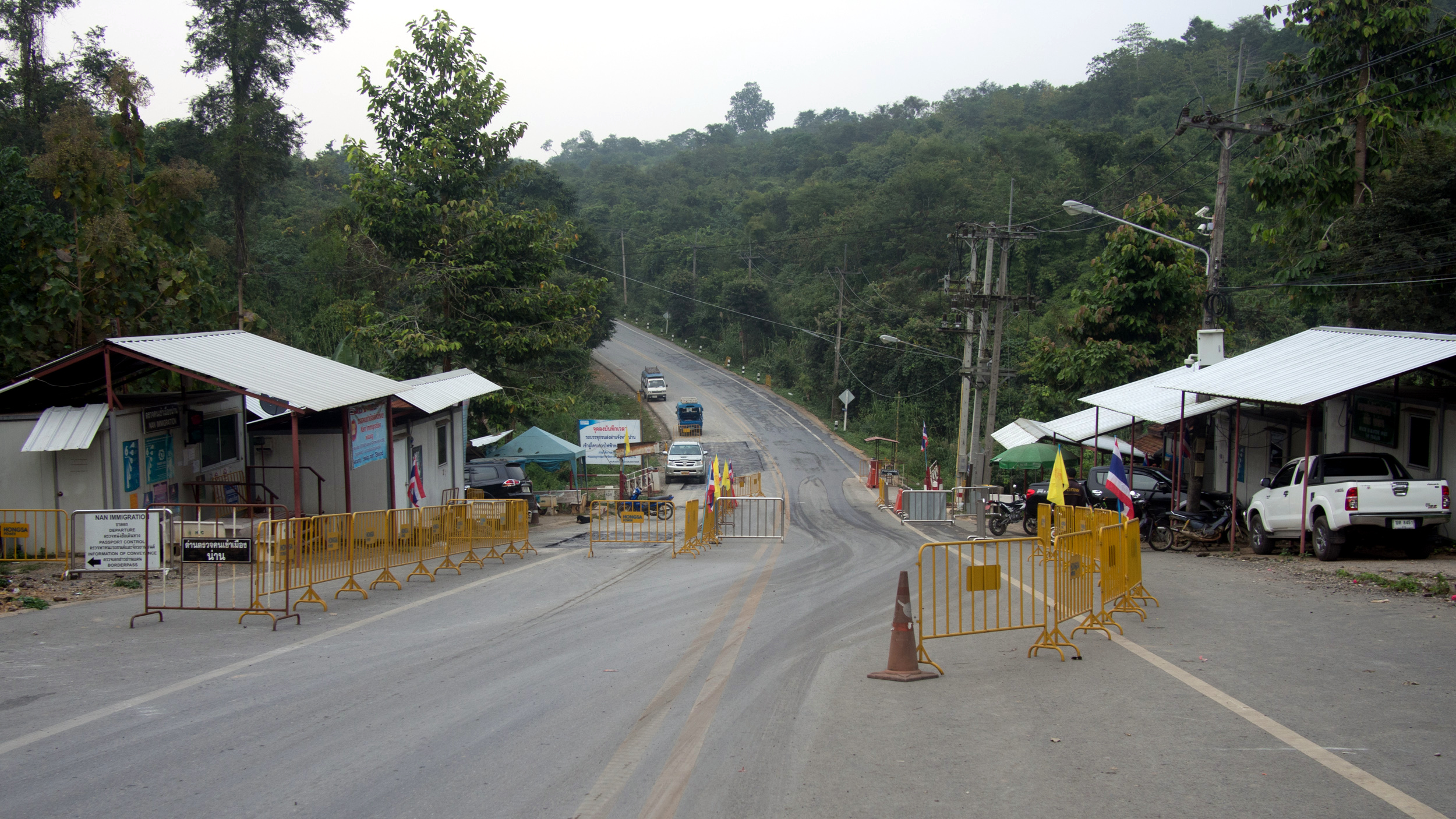
아시안 하이웨이 13호선의 실제 선형의 모습. 촬영지는 태국 난주의 차름프라키앗 군이다.

아시안 하이웨이 13호선(AH13, )은 라오스 무앙싸이에서 태국의 나콘사완까지 이어주는 아시안 하이웨이의 노선망이자 고속도로 노선으로, 총 연장은 1,409 km이다.

## 주요 경유지

### 라오스
- 국도 제2W호선 : 무앙싸이 - 므앙응운(베트남어판)

### 태국
- 태국 101번 국도 : 차름프랑키앗 군 - 덴차이 군
- 태국 11번 국도 : 덴차이 군 - 우따라딧 - 핏사눌록 (아시안 하이웨이 16호선과 접촉)
- 태국 117번 국도 : 핏사눌록 (아시안 하이웨이 16호선과 접촉) - 나콘사완 (아시안 하이웨이 2호선과 접촉)